# جليل كندي
جليل كندي (بالفارسية: جلیل‌کندی) هي قرية تقع في أذربيجان الغربية في إيران. يقدر عدد سكانها بـ 25 نسمة .